# Die Monster Mädchen
Die Monster Mädchen (japanisch モンスター娘のいる日常, Monsutā Musume no Iru Nichijō, deutsch „Der Alltag mit Monstermädchen“), kurz Monsutā Musume (モンスター娘) oder MonMusu (モン娘), ist ein Manga von Okayado, der 2015 auch als Anime ausgestrahlt wurde.

## Handlung
Monster (auch Mischwesen genannt) sind real, doch ihre Existenz wurde bisher geheim gehalten. Nun versuchen sie, sich in die menschliche Kultur einzufügen. Zu diesem Zweck schuf die japanische Regierung ein Kulturaustauschprogramm, in dessen Verlauf die Monster bei bestimmten Gastfamilien unterkommen. Es müssen dabei aber folgende Regeln beachtet werden: Die Monster dürfen das Haus nicht alleine verlassen; Monster und Menschen dürfen sich gegenseitig keinen Schaden zufügen; und die Monster dürfen sich nicht auf sexuelle Beziehungen mit einem Menschen einlassen.
Dem jungen Studenten Kimihito wird eines Tages versehentlich eine Lamia namens Mia zugewiesen. Im Laufe der Handlung kommen aber noch mehr weibliche Monster zu ihm, wie eine Harpyie, eine Zentaurin, ein Schleimmädchen, eine Meerjungfrau, eine Arachne und eine Dullahan, die sich nach und nach alle in ihn verlieben. Nun hat er alle Hände voll zu tun, es seinen Hausgästen bei sich so bequem wie möglich zu machen, ihrer aller Gefühle ihm gegenüber zu berücksichtigen und sich den physischen Herausforderungen zu stellen, die eine Beziehung zwischen Menschen und Monstern so schwierig machen.

## Figuren

### Hauptfiguren
Kimihito Kurusu (来留主 公人, Kurusu Kimihito)
Der junge Erwachsene wird zufällig Gastgeber einer ganzen Reihe von weiblichen Monstern. Dass er eine von ihnen heiraten soll, macht ihm die Sache nicht unbedingt leichter. Durch seine ehrliche und hingebungsvolle Art, sowie dass er sie nicht als Monster, sondern normale Personen behandelt, erobert er die Herzen von fast allen weiblichen Wesen, die er trifft. Er ist zudem ein ausgezeichneter Koch und generell in Haushaltspflichten sehr begabt. Kimihito wird fast nie bei seinem Namen genannt, sondern von jedem durch einen je individuellen Spitznamen. Sein Name lässt sich zudem als „Protagonist“ (主公人) lesen.
Mia (ミーア, Mīa)
Als Lamia ist sie ein Mädchen mit einem 7 m langen Unterleib einer Schlange, was ihr somit den Nachteil einbringt, wechselwarm zu sein. Sie kam als erstes der Monster-Mädchen zu Kimihito und verliebte sich sofort in ihn. Sie ist jedoch wegen ihres als Fleischfresser unterentwickelten Geschmackssinns sehr schlecht im Kochen, auch wenn sie sich stets begeistert daran versucht. Zudem ist sie, wie viele Schlangen auch, recht schreckhaft. Da Lamien ausschließlich weiblich sind, entführen sie menschliche Männer zur Paarung, die wie bei Schlangen üblich Stunden dauern kann. Ihre Kultur ist sexuell sehr offen, inklusive vieler Spielarten, die in menschlichen Kulturen als Tabu gelten. Mia ist hier allerdings eine Ausnahme, da sie für ihre Art sehr zurückhaltend ist. Sie nennt Kimihito liebevoll „Darling“ (だぁりん).
Papi (パピ)
Sie ist eine Harpyie und wegen ihres „Spatzenhirns“ nicht besonders schlau und auch sehr vergesslich, aber immer verspielt und sie schließt leicht Freundschaften. Obwohl sie etwa so alt wie ihre Mitbewohnerinnen ist, ist nicht nur ihr Verhalten, sondern auch ihr Erscheinungsbild kindlich, da nur ein zierlicher Körper ihrer Spezies das Fliegen ermöglicht. Sie kann zudem bei Nacht nur schlecht sehen, besitzt wegen ihrer Flügel nur einen Daumen und kann daher schlecht greifen. Außerdem besitzt sie starke Füße mit Krallen. Sie kam zu Kimihito, den sie „Hausherr“ (ご主人, goshujin) nennt, weil sie es schwer hat, sich die Regeln des Austauschprogramms zu merken, und Smith sie daher einfachheitshalber Kimihito unterschob. Im Verlauf der Serie kommt zudem heraus, dass Harpyien ab und an unbefruchtete Eier legen. Eigentlich ist es bei ihrer Art die Regel, dass sich Harpyien irgendein Männchen – Menschen, da Harpyien eine rein weibliche Rasse sind – für die Befruchtung suchen und es dann verlassen. Als Freigeister halten sie sich jedoch nur selten an Regeln.
Zentrea Sianus (セントレア・シアヌス, Sentorea Shianusu)
Zentrea, kurz Zerea genannt, ist eine Zentaurin, eine Rasse von stolzem, kriegerischen Wesen. Von allen Mädchen im Haus besitzt sie aus evolutionären Gründen die größte Oberweite, da junge Zentauren zum Heranwachsen sehr viel Milch benötigen. Zentrea kann mit dem Schwert und Bogen umgehen und akzeptiert Kimihito als ihren alleinigen „Herrn und Meister“ (主殿, aruji-dono). Da bei ihrer Art nur Stärke zählte, paarten sich Zentaurinnen nur mit den stärksten Zentaur-Hengsten, was jedoch dazu führte, dass diese immer grober und ungehobelter wurden, sodass erstere anfingen, ein Teaser-Männchen (meist Menschen) einzusetzen, dass die Stute stimuliert, während sie von einem Zentaur gedeckt wird. Allerdings kommt es vor, dass Zentaurinnen insgeheim mit den Teasern Kinder bekommen, wie bei Zentreas Mutter, so dass Zentrea in Wirklichkeit ein Zentaur-Mensch-Mischling ist.
Sue (スー, Sū)
Sue, ein Schleimwesen, ist eine skelettlose Formwandlerin, nimmt jedoch meist die Körperform ihrer engsten Freundin Papi an, die ihr auch ihrem Namen abgeleitet von slime (jap. suraimu), gegeben hat. Sie ist ständig von Wasser abhängig, wobei zu viel Kontakt mit diesem jedoch zur Auflösung ihres Körpers und damit zum Tod führen kann. Mit dem Tentakel auf ihrem Kopf kann sie die Gedanken anderer durch Auflegen hören und aussprechen. Da Sue keinerlei Erfahrung mit der menschlichen Natur hat, ahmt sie mit Vorliebe das Verhalten der anderen nach. Im Laufe der Zeit lernt sie so das Sprechen, wobei sie meist nur in Kimihitos Gegenwart ganze Sätze äußert. Sie kann jegliche Substanzen absorbieren, wobei einige kurzfristig ihr Wesen beeinflussen – sehr nährstoffreiche (wie zum Beispiel Dünger) erhöhen ihre Intelligenz und Giftstoffe geben ihr einen giftigen Charakter. Sie nennt Kimihito „Master“ (マスター, Masutā).
Meluna „Melu“ Loreley de Neptun (メロウヌ・ローレライ・ド・ネプチューン, Merōnu Rōrerai do Nepuchūn)
Eine Meerjungfrau von königlicher Herkunft, welche wegen der aquatischen Anpassungen ihres Körpers außerhalb des Wassers auf einen Rollstuhl angewiesen ist. Sie hat eine Vorliebe für den Gothic-Lolita-Stil und für tragische Geschichten (ihre Lieblingsgeschichte ist Die kleine Meerjungfrau) und möchte daher lieber eine indirekte Beziehung (d. h. eine Affäre) mit Kimihito eingehen, den sie „Liebster“ (だんな様, danna-sama) nennt. Allerdings erkennt sie im Laufe der Zeit, dass dies vielleicht doch nicht eine erfüllende Beziehung wäre. Zudem entdeckt sie auch ihre verborgene masochistische Ader.
Rachnera Arachnera (ラクネラ・アラクネラ, Rakunera Arakunera)
Rachnera ist eine Arachne, ein Wesen mit dem Oberkörper eines Mädchens und dem Unterleib einer Spinne, und sechs Augen statt nur zweien. Ursprünglich hatte sie schon eine Gastfamilie, aber nachdem deren Tochter durch ein Missverständnis von Rachnera verletzt wurde, verkauften die Eltern sie an einen habgierigen Betrüger. Dadurch entwickelte Rachnera zuerst eine tiefe Abneigung gegenüber den Menschen. Rachnera ist etwas eigensinnig, aber auch sehr clever. Sie ist sich, im Gegensatz zu den anderen Mädchen, besser um die Kräfteunterschiede zwischen Monstern und Menschen und der damit verbundenen Verletzungsgefahr bewusst, so dass sie behutsamer mit Kimihito, den sie „Honey“ (ハニー, Hanī) nennt, umgeht. Daneben hat Rachnera eine Vorliebe für Bondage-Techniken, die sie mit ihrer eigenen Spinnenseide an den anderen Hausgenossen (einschließlich Kimihito) ständig zu perfektionieren versucht.
Lala (ララ, Rara)
Lala ist ein weiblicher Dullahan. Sie ist in der Lage, ihren Kopf vom Körper zu trennen und beide Teile unabhängig voneinander agieren lassen zu können und eine sehr theatralisch-hochtrabende Ausdrucksweise, die Kimihito an pubertärem Größenwahn (chūnibyō) erinnert. Sie ist hinter Kimihito her, weil die meisten anderen Mädchen ihn immer wieder (unabsichtlich) in Todesgefahr bringen und seine Seele daher eine gute Beute für sie wäre; wegen seines inneren Durchhaltevermögens jedoch konnte Kimihito bisher immer wieder dem Exitus entgehen. Auch Lala verliebt sich mit der Zeit in Kimihito, aber im Gegensatz zu den anderen Mädchen zettelt sie keine Streitereien über seine Gefühle an, da ihr seine Seele eines Tages sowieso zufallen würde. Sie tut zwar so, als wäre sie ein Shinigami (Sensenmann), ist aber tatsächlich eine Todesbotin. Sie ist eher soziophob, hält sich meist im Hintergrund und hat Schwierigkeiten, mit Fremden zu reden oder in der Öffentlichkeit ihre Gefühle zu zeigen.

### Spezialeinheit M.O.N
Neben der Hauptstory werden immer wieder Episoden aus der Arbeit der Spezialeinheit M.O.N gezeigt, die sich im Gegensatz zu den Hauptfiguren nicht so tollpatschig darstellen.
Frau Smith/Kuroko Smith (墨須 黒子, Sumisu Kuroko)
Frau Smith ist eine Koordinatorin des japanischen Kulturaustauschprogramms, wegen ihres geringen Gehalts und einem Mangel an persönlicher Motivation jedoch in ihren Pflichten sehr nachlässig. Eine ständige Gewohnheit von ihr ist es, Kimihito einen neuen Monstergast nach dem anderen aufzuhalsen und ihn dann mit der alleinigen Verantwortung sitzen zu lassen, sowie sich bei ihm regelmäßig selbst zum Essen einzuladen. Zudem scheint sie eine Vorliebe für Koffein, beziehungsweise Kaffee, zu haben. Um kriminelle Monster zu fangen, leitet sie die Spezialeinheit M.O.N. (Monsters Of a New Law). Sie nennt Kimihito, Mia imitierend, jedoch eher belustigt Darling (だぁりん君, daarin-kun).
Zombina (ゾンビーナ, Zonbīna)
Zombina ist, wie ihr Name schon sagt ein Zombie, der Kugeln nichts anhaben können, was sie jedoch lästig findet. Sie ist eher burschikos, waffenvernarrt und liebt Zombiefilme. Zombina ist zudem eine Fujoshi („verdorbenes Mädchen“), wie sich Frauen nennen, die auf Yaoi-Manga stehen. Sie nennt Kimihito umgänglich kareshi-kun (彼氏クン), wie die anderen MON-Mitglieder eine Variation von kareshi ‚fester Freund‘ in Bezug auf die ihn liebenden Monstermädchen in seinem Haus.
Tionisha (ティオニシア, Tionishia)
Tionisha ist ein Oger und daher mit 2,27 m sehr groß mit einem Horn auf ihrer Stirn. Sie hat gewaltige Kräfte, was sie oft zeigt. Dennoch ist sie sehr mädchenhaft und strahlt eine sanfte, mütterliche Aura aus. Sie nennt Kimihito liebevoll kareshi-chan (彼氏ちゃん).
Manako (マナコ)
Manako ist ein Zyklop und gibt als Scharfschütze mit ihrem Gewehr dem Team Rückendeckung. Sie ist sehr höflich und schüchtern und hat wegen ihres großen Zyklopenauges ein geringes Selbstbewusstsein. Sie nennt Kimihito höflich kareshi-san (彼氏さん).
Doppel (ドッペル, Dopperu)
Doppel ist eine Formwandlerin, die sich in jede Person verwandeln kann (vgl. doppelgänger im Englischen) und kommt daher oft für Infiltrationen zum Einsatz. Ihr wahres Erscheinungsbild ist unbekannt, allerdings wird angedeutet, dass es einem Lovecraftschen Horror (insbesondere Nyarlathotep) entspricht. In ihrer üblichen Form ist sie dunkelhäutig, nackt und verwendet ihr langes weißen Haar zur Bedeckung ihrer Blöße. Sie liebt es, anderen Streiche zu spielen und Chaos anzurichten. Sie nennt Kimihito zwanglos kareshii (彼氏ィ).

### Sonstige
Pold (ポルト, Poruto)
Polt ist ein Kobold, die im Wesentlichen wie Menschen aussehen, abgesehen von ihren Hundeohren, -schwanz und -nase und stärkerer Körperbehaarung. Sport ist ihr Leben und sie liebt es anderen zu helfen, weswegen man sie immer entweder beim Sport oder gemeinnützigen Tätigkeiten sieht. Sie führt das Fitnessstudio Sports Club Kobold und eventuell auch ein komplettes Sportstadium, dass jedoch auch ihrer Art gehören könnte.
Ki (キー, Kī):
Ki ist eine Dryade, d. h. ein Baumgeist. Sie wurde als Kind verschleppt, konnte aber ihren Entführern entkommen. Sie wurde von Papi gefunden, die ihr den nicht besonders einfallsreichen (siehe auch Sue) Namen Ki – japanisch für ‚Baum‘ – gab, aber sie kurz darauf wieder vergaß. Ihre neue Heimat war jedoch eine illegale Chemieabfallhalde, weswegen sie zu einem menschenhassenden Pflanzenmonster wurde, da ihr Körper von den Nährstoffen, den sie aufnimmt, bestimmt wird. Mit Sues Hilfe konnte Kimihito sie entgiften. Sie betrachtet Papi und Sue als ihre Freunde.
Draco (ドラコ, Dorako)
Draco ist ein Drachenmensch. Draco ist stets elegant gekleidet und versucht stets mit Mia zu flirten. Wegen ihres Verhaltens und ihrem Erscheinungsbild wird sie oft für einen Mann gehalten. Aufgrund der Verwandtschaft ihrer Art mit den Drachen, gebärt sie sich oft arrogant und überlegen.
Lilith (リリス, Ririsu)
Lilith ist ein niederer Teufel. Sie liebt es andere zu ärgern und mit diesen zu ihrem eigenen Vergnügen zu spielen. Dabei nutzt sie ihr junges Erscheinungsbild (wobei sie ihre Teufelshörner, -flügel und -schwanz verbirgt) um sich als harmloses, unschuldiges Mädchen auszugeben, obwohl sie eine Erwachsene ist. Nachdem sie für ihr Verhalten von Rachnera damit bestraft wurde Spielzeug für ihre Fesselspiele zu sein, fand sie daran Gefallen und genießt nun jegliche Gelegenheit wieder von Rachnera bestraft zu werden.
Luz Ninety (ルズ・ナインティ, Ruz Nainti)
Ruz Ninety, abgeleitet von nine tails (ナインテイルズ nainteiruzu), ist ein neunschwänziger Fuchsgeist. Sie nahm am Austauschprogramm teil, nachdem sie Miko (Schreindienerinnen) in Anime gesehen hatte und beschloss selbst eines zu werden. Da der Schrein, in dem sie arbeitet, Geldprobleme hat, versucht sie ihrem Gastgebern zu helfen, indem sie eine Magical-Girl-Show organisiert in der Hoffnung mit Inari-Sushi belohnt zu werden (vgl. Fuchsgottheit Inari). Ruz hat die Fähigkeit sich in jede beliebige Form zu verwandeln.
Cattle (キャトル, Kyatoru)
Cattle ist eine Minotaurin. Sie ist mit 2,31 m eine sehr große muskulöse Frau mit Hörnern, Kuhschwanz und als milchgebende Art mit Brüsten in Körbchengröße Q. Sie arbeitet auch einem Bauernhof und trägt daher nur eine Latzhose mit Bikini darunter. Sie ist leicht reizbar und stolz, aber bereit Fehler zuzugeben. Sie ist in einer Beziehung mit dem jungen Bauern des Hofs.
Merino (メリノ)
Merino ist ein Pan-Frau, wobei sie das Erscheinungsbild eines Merinoschaf-Mädchens hat. Sie ist eher schüchtern (vgl. Englisch sheepish) und sehr fürsorgend. Sie arbeitet zusammen mit Cattle auf dem Bauernhof, auf dem auch Cattles und Merinos Milch verkauft wird.
Cott (コット, Kotto) und Ton (トーン, Tōn)
Cott und Ton sind zwei Borametz-Mädchen. Borametze (Baumlämmer) ähneln in ihrem Erscheinungsbild Pans wie Merino, sind allerdings Pflanzenwesen. Die Zwillingen arbeiten ebenfalls auf dem Bauernhof. Dort produzieren sie Baumwolle und kümmern sich um die Gemüsefelder.

## Veröffentlichung

### Web-Manga-Strips
Takemaru Inui veröffentlichte unter dem Pseudonym Okayado ab 2007/2008 eine Reihe von Comicstrips in dem Erwachsenenforum Pink Channel bzw. später auch auf der Künstlerplattform pixiv, in dem er auf je einer Seite eine Kurzgeschichte über erotische Beziehungen zu je einem Sagenwesen zeichnete:
- Lamia no Iru Nichijō (ラミアのいる日常, Ramia ~, „Der Alltag mit einer Lamia“),
- Ningyo no Iru Nichijō (人魚のいる日常, „Der Alltag mit einer Meerjungfrau“),
- Slime no Iru Nichijō (スライムのいる日常, Suraimu ~, „Der Alltag mit einem Schleim“),
- Harpy no Iru Nichijō (ハーピーのいる日常, Hāpī ~, „Der Alltag mit einer Harpyie“),
- Arachne no Iru Nichijō (アラクネのいる日常, Arakune ~, „Der Alltag mit einer Arachne“),
- Dullahan no Iru Nichijō (デュラハンのいる日常, Dyurahan ~, „Der Alltag mit einer Dullahan“),
- Kentauros no Iru Nichijō (ケンタウロスのいる日常, Kentaurosu ~, „Der Alltag mit einer Zentaurin“),
- Minotauros no Iru Nichijō (ミノタウロスのいる日常, Minotaurosu ~, „Der Alltag mit einer Minotaurin“),
- Lamia no Iru Nichijō 2 (ラミアのいる日常2, „Der Alltag mit einer Lamia 2“),
- Harpy no Iru Nichijō 2 (ハーピーのいる日常2, „Der Alltag mit einer Harpyie 2“) und
- Arachne no Iru Nichijō 2 (アラクネのいる日常2, „Der Alltag mit einer Arachne 2“).

### Manga-Reihe
Auf Grund der Beliebtheit der Reihe wurde er 2011 vom Verlag Tokuma Shoten ausgewählt, einen Beitrag in deren Monster-Anthologiemanga Kemono Band 2 zu zeichnen, in dem er die Figuren aus seiner früheren Mangareihe übernahm und die Geschichte Monster Musume no Iru Nichijō nannte. Im Anschluss erhielt er die Gelegenheit das Werk als Serie im Magazin Comic Ryū zu veröffentlichen, wo es seit dem 19. März 2012 (Ausgabe 5/2012) erscheint. Die Kapitel wurden in bisher 20 Sammelbänden (Tankōbon) zusammengefasst (Stand März 2025). Bis Februar 2016 wurden in Japan 2,3 Millionen Exemplare verkauft.
Im deutschsprachigen Raum wurde das Werk von VIZ Media Switzerland erworben, die es unter ihrem Imprint Kazé Manga bzw. Crunchyroll als Die Monster Mädchen seit dem 4. Dezember 2014 verlegen. Bisher sind 19 Bände erschienen (Stand August 2025). In den USA erscheint er seit Oktober 2013 bei Seven Seas Entertainment als Monster Musume. Das Werk findet sich dort regelmäßig in der Top 10, teils auch Platz 1, in den von der New York Times herausgegebenen Mangacharts. Der aktuelle Band verkaufte sich in den ersten beiden Wochen über 90.000 mal.
| Band | Japanisch     | Japanisch               | Deutsch      | Deutsch                 |
| Band | VÖ-Datum      | ISBN                    | VÖ-Datum     | ISBN                    |
| ---- | ------------- | ----------------------- | ------------ | ----------------------- |
| 01   | 13. Sep. 2012 | ISBN 978-4-19-950306-1. | 4. Dez. 2014 | ISBN 978-2-88921-607-9. |
| 02   | 13. Feb. 2013 | ISBN 978-4-19-950324-5. | 5. März 2015 | ISBN 978-2-88921-608-6. |
| 03   | 13. Juli 2013 | ISBN 978-4-19-950347-4. | 5. Juni 2015 | ISBN 978-2-88921-609-3. |
| 04   | 13. Nov. 2013 | ISBN 978-4-19-950362-7. | 3. Sep. 2015 | ISBN 978-2-88921-610-9. |
| 05   | 13. März 2014 | ISBN 978-4-19-950386-3. | 3. Dez. 2015 | ISBN 978-2-88921-611-6. |
| 06   | 13. Sep. 2014 | ISBN 978-4-19-950412-9. | 3. März 2016 | ISBN 978-2-88921-612-3. |
| 07   | 13. März 2015 | ISBN 978-4-19-950441-9. | 1. Juni 2016 | ISBN 978-2-88921-613-0. |
| 08   | 12. Aug. 2015 | ISBN 978-4-19-950465-5. | 1. Sep. 2016 | ISBN 978-2-88921-614-7. |
| 09   | 13. Feb. 2016 | ISBN 978-4-19-950492-1. | 1. Dez. 2016 | ISBN 978-2-88921-615-4. |
| 10   | 13. Juni 2016 | ISBN 978-4-19-950513-3. | 2. Mär. 2017 | ISBN 978-2-88921-616-1. |
| 11   | 12. Nov. 2016 | ISBN 978-4-19-950535-5. | 7. Sep. 2017 | ISBN 978-2-88921-617-8. |
| 12   | 13. Apr. 2017 | ISBN 978-4-19-950560-7. | 1. Mär. 2018 | ISBN 978-2-88921-618-5. |
| 13   | 13. Okt. 2017 | ISBN 978-4-19-950590-4. | 6. Sep. 2018 | ISBN 978-2-88921-619-2. |
| 14   | 13. Juni 2018 | ISBN 978-4-19-950630-7. | 7. Mär. 2019 | ISBN 978-2-88921-620-8. |

Daneben erschienen am 12. August und 12. September 2015 sowie am 13. Februar 2016 vier Bände des Spin-offs Monster Musume no Iru Nichijō: 4-koma Anthology (モンスター娘のいる日常 4コマアンソロジー, Monsutā Musume no Iru Nichijō: 4-koma Ansorojī) in Form von Yonkoma-Geschichten verschiedener anderer Manga-Zeichner. Die ersten beiden Bände wurden in den USA von Seven Seas lizenziert, die sie vom 17. Mai 2016 bis 28. März 2017 als Monster Musume: I ♥ Monster Girls (lies: I Heart Monster Girls) veröffentlichten. Von Juni 2017 bis Dezember 2018 erscheinen die Yonkoma-Bände bei Kazé als Die Monster Mädchen Anthologie auf Deutsch.

## Adaptionen

### Anime
Im März 2015 wurde die Produktion einer Anime-Serie bekanntgegeben. Dieser wird von den Studios Lerche und Seva animiert unter der Regie von Tatsuya Yoshihara, wobei die Drehbücher von Kazuyuki Fudeyasu und das Character Design von Takaya Sunagawa stammen. Die künstlerische Leitung liegt bei Hiroko Tanabe. Die 13 Folgen wurden vom 8. Juli bis 23. September 2015 nach Mitternacht (und damit am vorigen Fernsehtag) auf Tokyo MX, KBS Kyōto, Sun TV und AT-X ausgestrahlt, sowie am Folgetag landesweit per Satellit auf BS11.
In Deutschland wurden die Rechte am Anime von Kazé erworben, die ihn auch als Die Monster Mädchen auf dem Videoportal Anime on Demand als Simulcast mit deutschen Untertiteln anbietet. In Nordamerika erfolgen Simulcasts durch Crunchyroll und in Lateinamerika und Südostasien durch Daisuki.
Der für den 12. November 2016 geplanten limitierten Ausgabe des 11. Mangabands soll eine DVD mit einer weiteren Animefolge beigelegt sein.

#### Synchronisation
| Rolle      | japanischer Sprecher (Seiyū) | deutscher Sprecher |
| ---------- | ---------------------------- | ------------------ |
| Kimihito   | Junji Majima                 | Konrad Bösherz     |
| Mia        | Sora Amamiya                 | Moira May          |
| Papi       | Ari Ozawa                    | Bettina Kenney     |
| Zentrea    | Natsuki Aikawa               | Melanie Isakowitz  |
| Melu       | Haruka Yamazaki              | Anita Hopt         |
| Sue        | Mayuka Nomura                | Peggy Pollow       |
| Frau Smith | Yū Kobayashi                 | Cornelia Waibel    |
| Zombina    | Rei Mochizuki                | Anna Gamburg       |
| Manako     | Momo Asakura                 | Isabella Vinet     |
| Tionishia  | Yurika Kubo                  | Romina Langenhan   |
| Doppel     | Saori Ōnishi                 | Melinda Rachfahl   |
| Lala       | Ai Kakuma                    | Simone Jaeger      |

#### Musik
Die Musik der Serie stammt von Hiroaki Tsutsumi und Manzo. Für den Vorspann wird das Lied Saikōsoku Fall in Love (最高速 Fall in Love), gesungen von den Synchronsprechern Ari Ozawa, Natsuki Aikawa, Sora Amamiya, Haruka Yamazaki und Mayuka Nomura, verwendet. Der Abspanntitel ist Hey! Smith!! von Smith und Mon.

### Computerspiel
DMM Games veröffentlichte am 21. Dezember 2015 das Browserspiel Monster Musume no Iru Nichijō Online (モンスター娘のいる日常オンライン, Monsutā Musume no Iru Nichijō Onrain). Das Spiel besitzt eigene Figuren und eine eigene Handlung, bei der der Spieler die Rolle eines Menschen übernimmt, der eine kleine Anzahl an Monstermädchen bei sich zu Hause aufnimmt und seine Beziehung mit diesen vertieft. Die Spielmechaniken ähneln DMM Games bekanntem Browserspiel Kantai Collection.